# اینگر استویبرگ
اینگر استویبرگ (انگلیسی: Inger Støjberg؛ زادهٔ ۱۶ مارس ۱۹۷۳) سیاستمدار، زندگی‌نامه‌نویس، روزنامه‌نگار، نویسنده، و وزیر (دولت) اهل دانمارک است.